# Onno Greiner
Onno Greiner (Amsterdam, 26 juli 1924 – aldaar, 26 januari 2010) was een Nederlandse architect. Tot zijn oeuvre behoren culturele centra, theaters, instellingen voor de psychiatrische gezondheidszorg, kantoorgebouwen en eengezinshuizen. Enkele van zijn ontwerpen zijn voorbeelden van het structuralisme.

## Biografie en werk

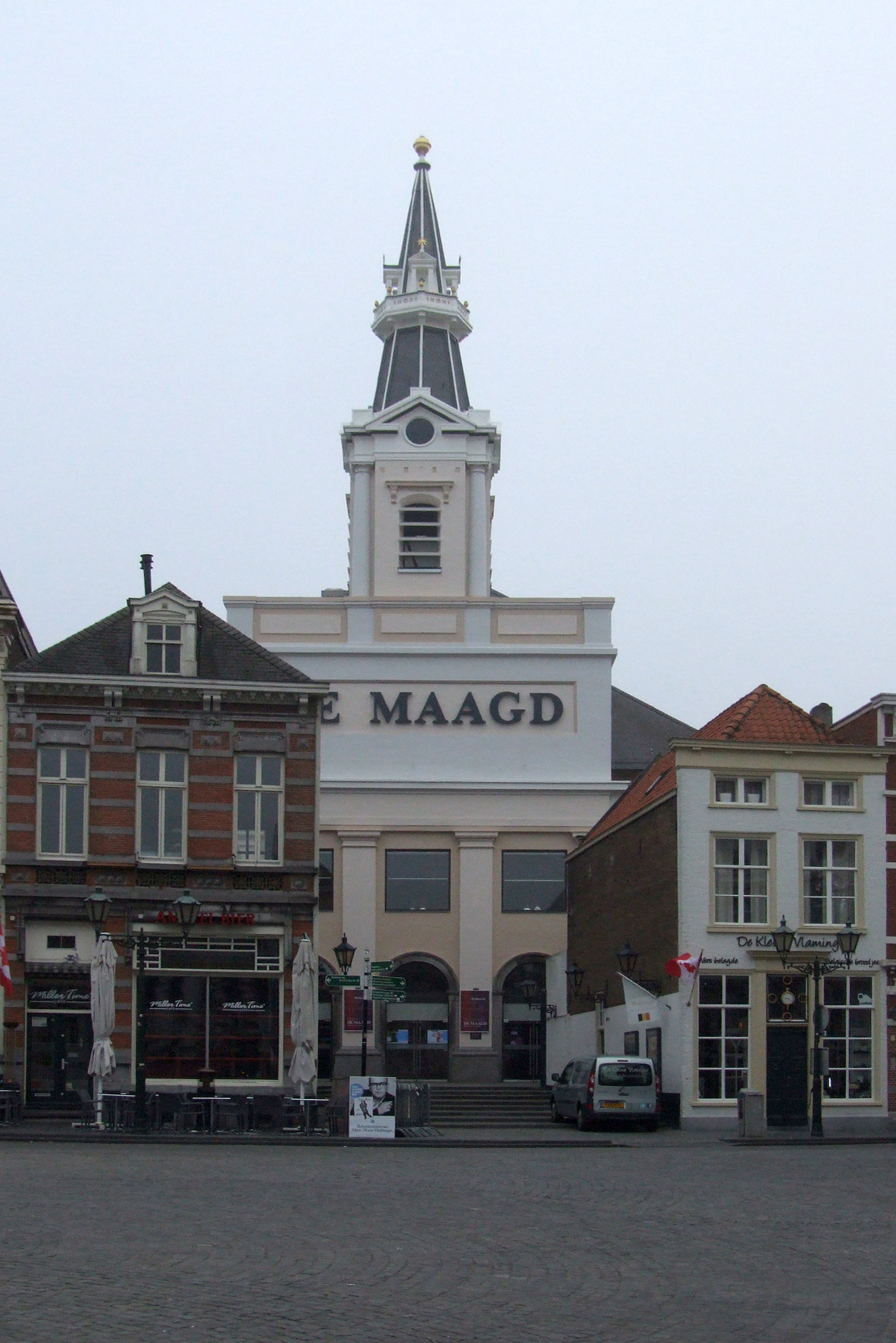
Exterieur Theater 'Heilige Maagdkerk', Bergen op Zoom

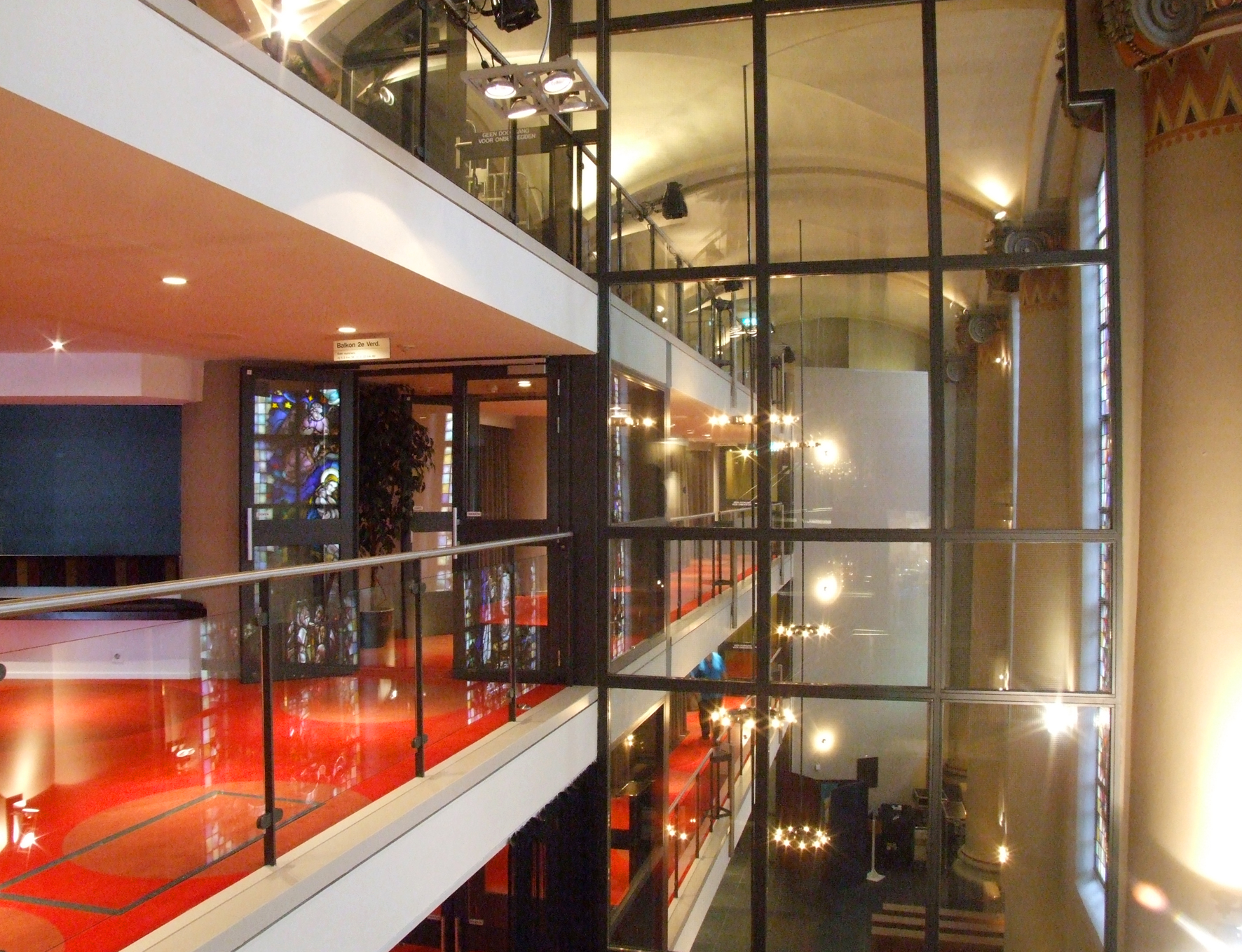
Interieur Theater 'Heilige Maagdkerk', Bergen op Zoom

Greiner was de oudste zoon van Johanna Jacoba van Buren Schele en de architect Dick Greiner. Onno Greiner werkte als tekenaar en opzichter voordat hij in 1950 een studie aan de Amsterdamse Academie van Bouwkunst begon. Na enkele jaren onder andere als chef tekenkamer bij architect Jan Piet Kloos gewerkt te hebben, en na het behalen van zijn diploma aan de Academie, startte Greiner in 1958 zijn eigen architectenbureau in Amsterdam onder de naam Onno Greiner Architect. In 1981 associeerde Greiner zich met architect Martien van Goor en in 2000 trad architect Eric Huijten toe tot de directie. Het bureau bestaat tot op heden (2015) onder de naam Greiner Van Goor Huijten Architecten BV.
Greiner was een veelzijdig ontwerper: naast complexe, openbaar toegankelijke gebouwen zoals culturele centra en theaters ontwierp hij op specifieke patiëntengroepen en behandelmethoden toegesneden psychiatrische centra. Zijn ideeën over de invloed van ruimte op (zieke) mensen kunnen als een voorloper van Healing Environment gezien worden. Onder andere voor het Gemeenschappelijk Administratiekantoor (GAK) heeft hij meerdere kantoorgebouwen ontworpen. In veel van zijn gebouwontwerpen speelt het ontmoeten van mensen een centrale rol. Greiners eengezinshuizen vormen hierop een uitzondering: ze zijn introvert en juist gericht op de privacy van de bewoners.
Vanaf het begin van de jaren zestig van de twintigste eeuw werd Greiner beïnvloed door het zich ontwikkelende structuralisme. In deze architectuuropvatting stonden de mens en zijn behoefte aan kleinschaligheid en geborgenheid centraal. Greiner vond vooral de oriëntatie van de gebruikers binnen zijn gebouwen belangrijk: 'Het is van het grootste belang, iedere gebruiker steeds bewust of onbewust te laten weten waar hij vandaan komt, waar het punt is waar hij naartoe moet, en waar hij op een gegeven moment is.' Greiner was ervan overtuigd dat deze duidelijkheid voor een veilig en geborgen gevoel binnen zijn gebouwen zou zorgen. Voorbeelden voor door structuralistische ideeën beïnvloede ontwerpen zijn het  Jongerenontmoetingscentrum 'Het Zilveren Schor' in Arnemuiden, het culturele centrum 'De Flint' in Amersfoort en de 'Stadthalle' in Biberach an der Riss (Duitsland).
Greiner was de architect van een aantal complexe verbouwings- en hergebruiksprojecten, zoals de renovatie van de Schouwburg aan de Oude Vest in Leiden, de restauratie van de door zijn vader Dick Greiner ontworpen bibliotheek in het Betondorp in Amsterdam en de omvorming van de Heilige Maagdkerk in Bergen op Zoom tot een theater. Bij het laatste project kreeg een leegstaand gebouw een nieuwe functie, een voorbeeld van duurzaam bouwen door hergebruik van een bestaand bouwwerk.
Binnen de vakwereld van het theaterontwerp werd Greiner bekend door zijn theorie over intense ruimtelijke beleving in theaterzalen. Volgens Greiner spelen hierbij de afmetingen en de proporties van de zaal een belangrijke rol. In tegenstelling tot de vaak gebruikelijke bioscoop-opstelling was Greiner een voorstander van uiterst compacte ruimten waarin toeschouwers en acteurs zo dicht mogelijk bij elkaar worden gebracht. Hierdoor wilde hij maximale interactie tussen toeschouwers en acteurs en de toeschouwers onderling stimuleren. Zijn ruimtelijke theorie werd het 'Ei van Greiner' genoemd, vanwege de driedimensionale elliptische ruimten die hij ontwierp. Greiner ontdekte deze ruimtewerking tijdens de renovatiewerkzaamheden van de 'Schouwburg aan de Oude Vest' en paste ze vervolgens bij alle zaalontwerpen toe, bijvoorbeeld bij de theaterzaal van De Spiegel in Zwolle.
Naast zijn werk als architect was Greiner gastdocent, onder andere aan de Technische Universiteit Delft en de School of Architecture van de Washington University in St. Louis, USA. Door zijn ervaring met het ontwerpen van theaterzalen was hij spreker op talrijke internationale congressen en symposia over de theaterbouw. Verder werkte hij voor de Organisation Internationale des Scénographes, Techniciens et Architectes de Théâtre OISTAT.

## Enkele projecten

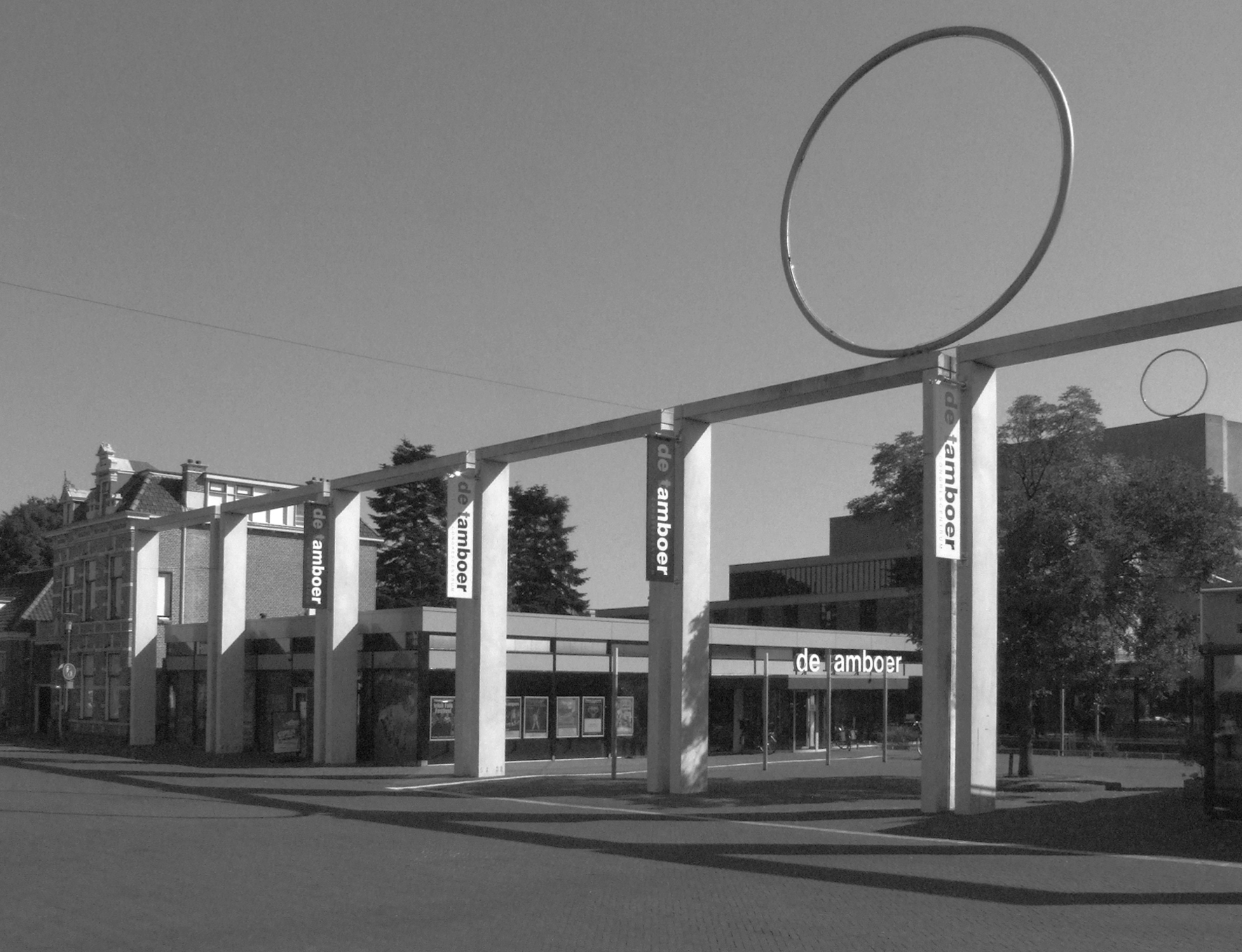
Exterieur Cultureel Centrum 'De Tamboer', Hoogeveen, met nieuw theater en entree

- Cultureel centrum De Tamboer in Hoogeveen (1960-67), nieuwbouw theaterzaal (1990-98)
- Patiowoningen aan de Laan Rozenburg te Amstelveen (1961-68)
- Jongerenontmoetingscentrum Het Zilveren Schor in Arnemuiden (1962-67)
- Psychotherapeutisch centrum De Viersprong in Halsteren (1966-71)
- Cultureel centrum De Flint in Amersfoort (1966-77), nieuwbouw theater (1991-94)
- Ontmoetingskerk in Lelystad (1968-1972)
- Restauratie Schouwburg aan de Oude Vest in Leiden (1969-76)
- Cultureel centrum Stadthalle in Biberach (1970-77)
- Woonhuis op Sifnos, Griekenland (1972)
- Verbouwing Twentse Schouwburg in Enschede (1976-85)
- Districtskantoor GAK in Hilversum (1978-84)
- Hotel Jan Tabak in Bussum (1980-84)
- Restauratie Bibliotheek Betondorp in Amsterdam (1981-84)
- Theater in de Heilige Maagdkerk in Bergen op Zoom (1986-90)
- Nieuwbouw Toneelhuis van het Koninklijk Theater Carré (1991)
- Theaterzaal in De Spiegel in Zwolle (2001-06)